# Pandanus busuangaensis
Pandanus busuangaensis är en enhjärtbladig växtart som beskrevs av Elmer Drew Merrill. Pandanus busuangaensis ingår i släktet Pandanus och familjen Pandanaceae. Inga underarter finns listade.